# Emiliano Zapata (östra Las Margaritas kommun)
Emiliano Zapata är en ort i Mexiko.   Den ligger i kommunen Las Margaritas och delstaten Chiapas, i den sydöstra delen av landet, 900 km öster om huvudstaden Mexico City. Emiliano Zapata ligger 218 meter över havet och antalet invånare är 844.
Terrängen runt Emiliano Zapata är varierad. Runt Emiliano Zapata är det ganska glesbefolkat, med 26 invånare per kvadratkilometer. Emiliano Zapata är det största samhället i trakten. I omgivningarna runt Emiliano Zapata växer i huvudsak städsegrön lövskog.